# 69식 화전통

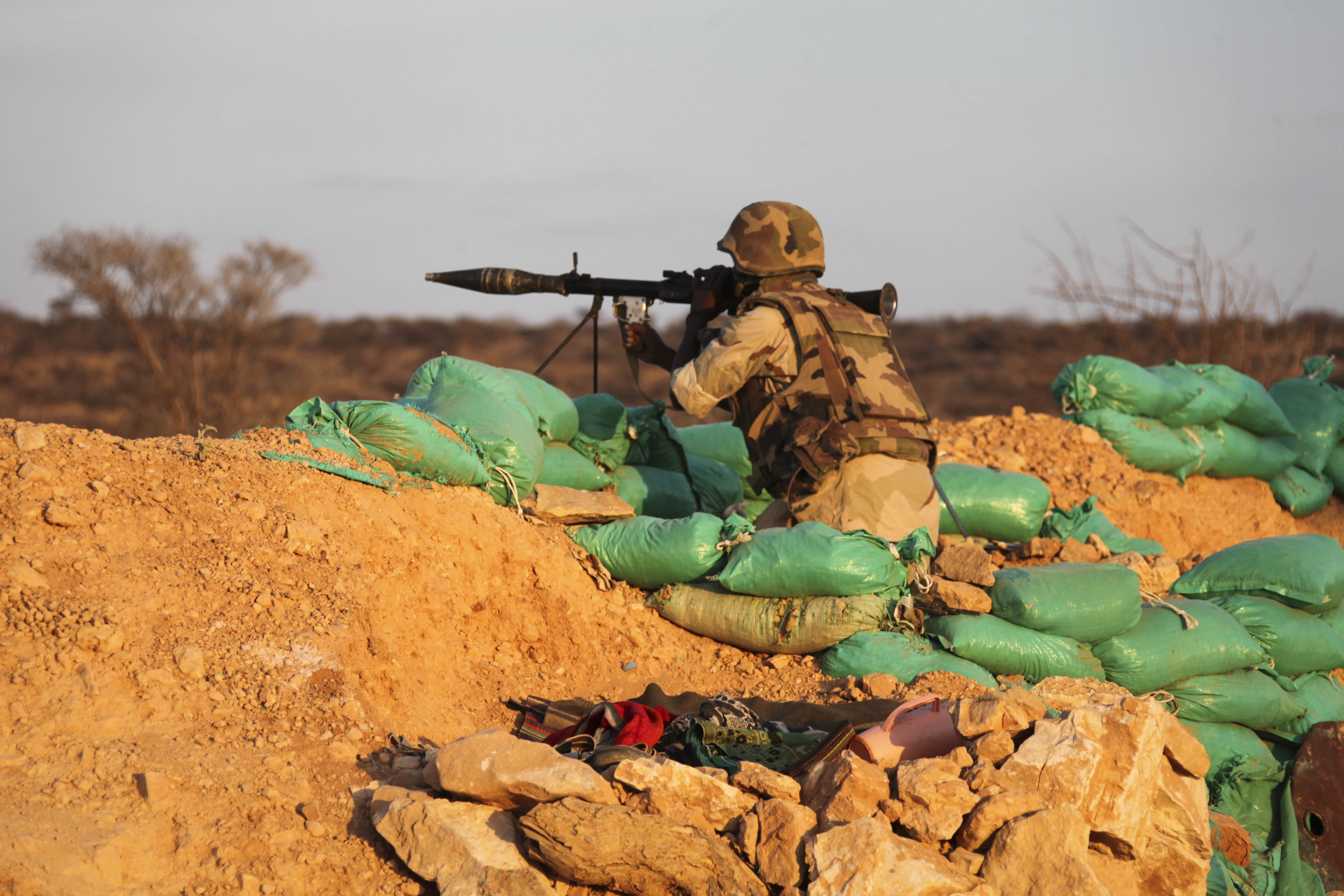

69식 화전통은 중국의 북방공업공사(Norinco)에서 제작된 휴대용 로켓 발사기이다.
대전차 로켓으로 관통력은 RPG-7과 비슷하며 ,69식의 탄두는 어딘가에 충돌하지 않는 이상은 탄두의 추진제가 다 떨어질 때까지 계속해서 날아간다.
RPG-7과 모습도 비슷하지만 발사관에 손잡이가 하나밖에 없고 손잡이 앞에 양각대가 달려있는 것이 뚜렷한 차이점이다.